# Supercopa andorrana 2016
La Supercopa andorrana 2016 è stata la quattordicesima edizione della supercopa andorrana di calcio.
La partita è stata disputata dall'FC Santa Coloma, vincitore del campionato, e dall'UE Santa Coloma, vincitore della coppa nazionale.
L'incontro si è giocata l'11 settembre 2016 all'Estadi Comunal d'Andorra la Vella e, a vincere il trofeo, è stato l'UE Santa Coloma, al suo primo titolo.

## Tabellino
| Arbitro: | Carvalho da Costa |

|  |           |                  |
|  | Marcatori | 76’ Anton Codina |